# UMTS850
UMTS850 – standard UMTS w którym transmisja mowy i danych może odbywać się w paśmie częstotliwości 824 – 894 MHz, pierwotnie przewidzianym dla systemów GSM850.
W listopadzie 2012 usługi w tym standardzie były oferowane w 3 sieciach: w dwóch należących do australijskich operatorów Telstra i Vodafone Hutchison Australia oraz w sieci nowozelandzkiego Telecom New Zealand.

## Używane częstotliwości
Standard UMTS przewiduje dwa tryby przesyłania danych pomiędzy terminalem a stacją bazową. W trybie FDD do transmisji we wspólnym kanale transmisyjnym definiowane są dwa zakresy częstotliwości. Jeden używany jest przez terminale do transmisji w stronę stacji bazowej, drugi używane jest przez stację bazową do transmisji odbieranych przez terminale. W trybie TDD definiowany jest jeden zakres częstotliwości na bazie którego przeprowadzana jest transmisja. W krótkich odstępach czasu zmienia się jej nadawca, w poszczególnych szczelinach czasowych może być to stacja bazowa lub terminale.
Spektrum zdefiniowane dla potrzeb UMTS850, obejmuje tylko częstotliwości, które będą wykorzystywane w trybie FDD (za pomocą technologii WCDMA):
- 824 MHz do 849 MHz jako uplink, czyli częstotliwości na których telefony komórkowe nadają sygnał odbierany przez stacje bazowe.
- 869 MHz do 894 MHz jako downlink, czyli częstotliwości na których stacje bazowe nadają sygnał odbierany przez telefony komórkowe.

Okazuje się, że dzięki odpowiedniemu planowaniu zasobów radiowych sieci oparte na standardzie UMTS850 mogą w zdefiniowanym dla niego zakresie częstotliwości współdziałać z innymi sieciami (oczywiście operując na rozdzielnych pasmach). Na przykład australijski operator Telstra w okresie przejściowym w zakresie zdefiniowanym dla UMTS850 miał uruchomione aż trzy sieci w standardach UMTS850, GSM900 i CDMA2000.